# Mateja Rebolj
Mateja Rebolj, slovenska balerina in igralka, * 23. april 1950, Ljubljana.
Leta 1970 je končala študij na baletni šoli v Ljubljani, nato pa je dve leti študirala na Šoli za balet in sodobni ples Marie Rambert v Londonu. Od leta 1972 do 1996 je bila članica in baletna solistka v SNG Opera in balet Ljubljana. Kot aktivna plesalka se je upokojila leta 1995. Kasneje v karieri je bila tudi asistenka koreografov v predstavah SNG Opera in balet Ljubljana.
Leta 1986 je postala redna članica in sodelavka v Plesnem teatru Ljubljana. Po koncu baletne kariere se je začela uveljavljati kot gledališka igralka in perfromerka. Redno je sodelovala s pomembnimi slovenskimi režiserji kot so Barbara Novakovič, Dragan Živadinov in Matjaž Berger. Sodelovala je tudi v številnih televizijskih in video produkcijah. Do leta 2010 je sodelovala z 52 različnimi koreografi, režiserji, video umetniki in umetniki s področja vizualnih umetnosti.

## Nagrade
- Zlata ptica
- Župančičeva nagrada
- Prešernova nagrada za življenjsko delo 2010